# Рогунська ГЕС
Рогунська ГЕС — гідроелектростанція, яка будується в Таджикистані на річці Вахш та входить до складу Вахшського каскаду, є його верхньою сходинкою. 16 листопада 2018 року відбувся запуск першого агрегату потужністю 120 МВт.

## Склад споруд Рогунської ГЕС
- Кам'яно-накидна гребля висотою 335 метрів з місцевих матеріалів
- Будівельні та експлуатаційні тунелі
- Підземна будівля ГЕС, яка включає машинний зал (довжина 220 метрів, ширина 22 м, максимальна висота 78 м) та трансформаторна (200 × 20 × 40 м).

## Потужність
Проєктна потужність ГЕС — 3600 МВт, середньорічне виробництво — 13,1 млрд кВт·год. У будівлі ГЕС мають бути встановлені шість радіально-осьових гідроагрегатів потужністю по 600 МВт. Гребля ГЕС повинна утворити велике Рогунське водосховище повним обсягом 13,3 км³ і корисним об'ємом 10,3 км³. Водосховище планується використовувати як в енергетичних, так і в іригаційних цілях на посушливих землях площею понад 300 тисяч гектарів. Будівництво ГЕС планується здійснити в кілька етапів, потужність першої черги повинна скласти 400 МВт при середньорічному виробітку 5 млрд кВт·год. Вартість завершення будівництва оцінюється у 2,2 млрд $, першої черги — 590 млн $.

## Історія будівництва
У 1974 році Держбудом СРСР був затверджений технічний проєкт Рогунської ГЕС, однак втілювати його довелось у вкрай важких умовах: це зона високої сейсмічності де невеликі землетруси відбуваються щомісячно, гірські породи над міцні і в них майже неможливо пробити тунелі, під дном ріки, де найкраще ставити греблю проходить розлом заповнений кам'яною сіллю.
Підготовчий період будівництва був початий у 1976 році. Найближча залізнична станція знаходилась за 80 кілометрів. Загалом у будівництві брало участь 300 підприємств. Для будівельників було збудовано місто Рогун. 1987 року почалося спорудження греблі, 27 грудня 1987 року відбулось перекриття річки Вахш. До 1993 року висота верхової будівельної перемички склала 40 метрів, був пройдений 21 кілометр тунелів. Однак після розпаду СРСР будівництво ГЕС було законсервовано. 8 травня 1993 верхова будівельна перемичка була розмита паводком, тунелі та машинний зал були частково затоплені. 2004 року було підписано угоду між урядом Таджикистану та компанією «Русал» про завершення будівництва. Однак сторонам не вдалось узгодити ряд принципових особливостей проєкту греблі і у вересні 2007 року угоду було скасовано. Перекриття Вахшу було заплановано на грудень 2009 року, однак знову його відклали. Пуск першої черги у складі двох гідроагрегатів потужністю 400 МВт мали здійснити наприкінці 2012 року. У 2010 році між Таджикистаном і Всесвітнім банком було укладено угоду про міжнародну експертизу проєкту станції, у лютому 2011 року підрядником проведення експертизи стала швейцарська фірма Poyry Energy Ltd.

## Конфлікти
Узбецький прем'єр Шавкат Мірзієв сподівається на допомогу міжнародного співтовариства бажаючи зупинити будівництво Рогунської ГЕС. Зокрема він вимагає проведення незалежної міжнародної експертизи проєкту. На його думку, втілення проєкт може призвести до екологічної катастрофи в регіоні.